# Wielkoszczur gambijski
Wielkoszczur gambijski, dawniej: wielkoszczur (Cricetomys gambianus) – gatunek ssaka z podrodziny wielkoszczurów (Cricetomyinae) w obrębie rodziny malgaszomyszowatych (Nesomyidae).

## Zasięg występowania
Wielkoszczur gambijski występuje w sposób ciągły przez Senegal na wschód do Sudanu Południowego i Ugandy oraz na południe do rzeki Kongo w Demokratycznej Republice Konga.

## Taksonomia
Gatunek po raz pierwszy zgodnie z zasadami nazewnictwa binominalnego opisał w 1840 roku angielski przyrodnik George Robert Waterhouse nadając mu nazwę Cricetomys gambianus. Holotyp pochodził z rzeki Gambia, w Gambii. 
C. ansorgei bywa uznawany za synonim C. gambianus. Autorzy Illustrated Checklist of the Mammals of the World uznają ten takson za gatunek monotypowy.

### Etymologia
- Cricetomys: rodzaj Cricetus Leske, 1779 (chomik); gr. μυς mus, μυος muos „mysz”[16].
- gambianus: rzeka Gambia, Afryka Zachodnia[2].

## Nazwa zwyczajowa
W polskiej literaturze zoologicznej dla oznaczenia gatunku Cricetomys gambianus używana była nazwa „wielkoszczur”. W wydanej w 2015 roku przez Muzeum i Instytut Zoologii Polskiej Akademii Nauk publikacji „Polskie nazewnictwo ssaków świata” gatunkowi temu przypisano oznaczenie wielkoszczur gambijski, rezerwując nazwę „wielkoszczur” dla rodzaju Cricetomys.

## Morfologia
Długość ciała (bez ogona) 284–386 mm, długość ogona 247–405 mm, długość ucha 35–40 mm, długość tylnej stopy 62–73 mm; masa ciała 0,5–1,5 kg. Kształtem łudząco przypomina szczura wędrownego, jest szarobrązowy o krótkiej sierści, na grzbiecie szarobrunatny, spód biały, ogon nagi pokryty łuskami. W odróżnieniu od europejskich szczurów, wielkoszczur (podobnie jak chomiki) ma worki policzkowe, w których przenosi pożywienie.

## Tryb życia
Aktywny nocą, żyje pojedynczo w norach wyposażonych w komory – mieszkalną i gniazdową oraz spiżarnię. Żywi się nasionami, ziarnem zbóż, orzechami, zielonymi częściami roślin, owocami, również drobnymi owadami.

### Rozmnażanie
Zdolność do rozrodu osiąga w wieku 5-7 miesięcy. Ciąża trwa 30-36 dni, samica rodzi 1-5 młodych. 

## Związki z człowiekiem
Bywa przedmiotem polowań dla doskonałego mięsa. Po odpowiedniej tresurze odnajdują niektóre materiały wybuchowe, zakopane miny lądowe i inne niebezpieczeństwa (reagują na zapach trotylu). Znalezienie miny sygnalizują drapaniem w ziemię. Nie wyzwalają wybuchu, gdyż przy masie ciała wynoszącej ok. 1 kg, nie są w stanie uruchomić zapalnika.